# 앙드레 어터

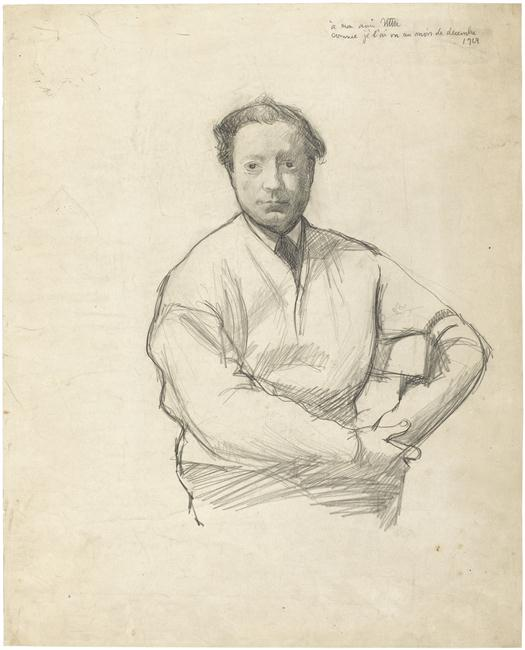
Georges Kars 의 초상화 d'André Utter, 1924

앙드레 어터(André Utter, 1886년 3월 20일 – 1948년 2월 7일)는 프랑스 화가였다. 그는 파리 18구에서 알자스 출신의 부모에게서 태어났다. 그는 프랑스 화가 Suzanne Valadon의 두 번째 남편이자 매니저이자 그녀의 아들 Maurice Utrillo의 계부로 가장 잘 알려져 있다. 이 세 사람은 그들의 말다툼, 화해, 술중독으로 '저주받은 삼위일체(cursed trinity)'로 불리기도 했다.

## 삶
1906년, 앙드레 어터는 자신의 친구인 모리스 유트릴로(Maurice Utrillo)에 의해 그의 엄마인 수잔느 발라동을 소개받았다. 유뜨는 발라동의 첫 번째 남성 모델이 되어 1909년부터 1914년까지 그녀에게 누드모델이 되어주었다. 발라동의 1909년 작품인 '아담과 이브(Adam et Ève)'에서는 유뜨가 아담으로 그려졌다.
유뜨는 1913년 발라동과 애정 관계가 시작되었고, 두 사람은 1914년 제1차 세계 대전에 복무하기 전에 결혼했다. 1918년 민간 생활로 복귀한 후, 그는 발라동과 모리스 유트릴로의 경력을 책임지게 되었다.
1934년에 두 사람은 이혼했지만, 그는 발라동이 4년 후에 사망할 때까지 그녀의 삶에 함께했다.파리의 생트 외앙 묘지에 발라동과 함께 묻혀있다.

## 작품
1910년부터 유뜨는 그의 스튜디오가 위치한 루 코르토 거리를 비롯해 다양한 풍경화를 많이 그렸다. 세계 대전 이후에는 큐비즘에서 영감을 받아 작업했지만, 그의 작품은 더 부드러운 톤으로 변모했다. 1925년 이후에는 주로 초상화와 정물화를 그렸으며, 연극 세트도 제작했다. 1925년에 그는 오스카 와일드(Oscar Wilde)의 "Théâtre à lire"를 일러스트레이션했다.
1915년부터 1922년까지 그리고 1925년부터 1932년까지, 유뜨는 파리의 여러 갤러리에서 베르트 베이윌 갤러리를 포함하여 공동 전시에 참여했다. 결혼 기간 동안 유뜨는 수잔느 발라동과 함께 정기적으로 작품을 전시했다. 그는 1932년 제네바에서 개인전을 개최했지만, 화가로서는 성공하지 못했다.
앙드레 어터의 가장 잘 알려진 작품 중 하나는 1913년에 그린 '수잔느 발라동 머리를 빗는 모습(Suzanne Valadon combing her hair)'으로, 이 작품은 제네바의 푸티 펠레 박물관에 전시되어 있다. 다른 작품들은 보르앙-앙-브레스의 브루 박물관, 리옹의 미술 박물관, 트루아의 현대 미술 박물관, 그리고 스트라스부르의 현대 및 현대 미술 박물관 등 여러 박물관에 전시되어 있다.

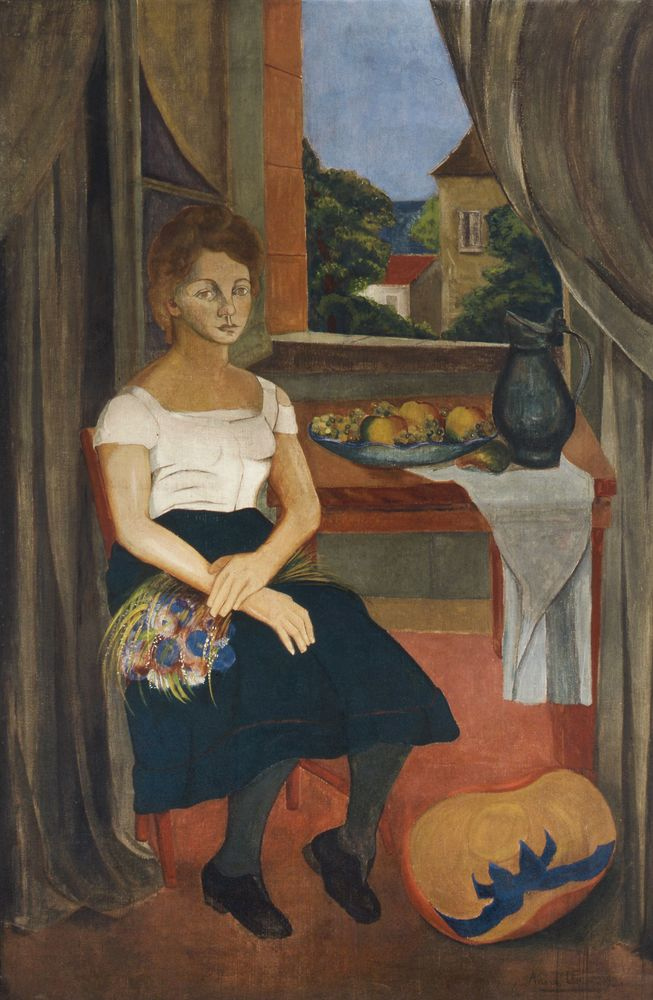
열대 드 수잔 감시동(Portrait de Suzanne Valadon), 앙드레 어터(André Utter), 1921년
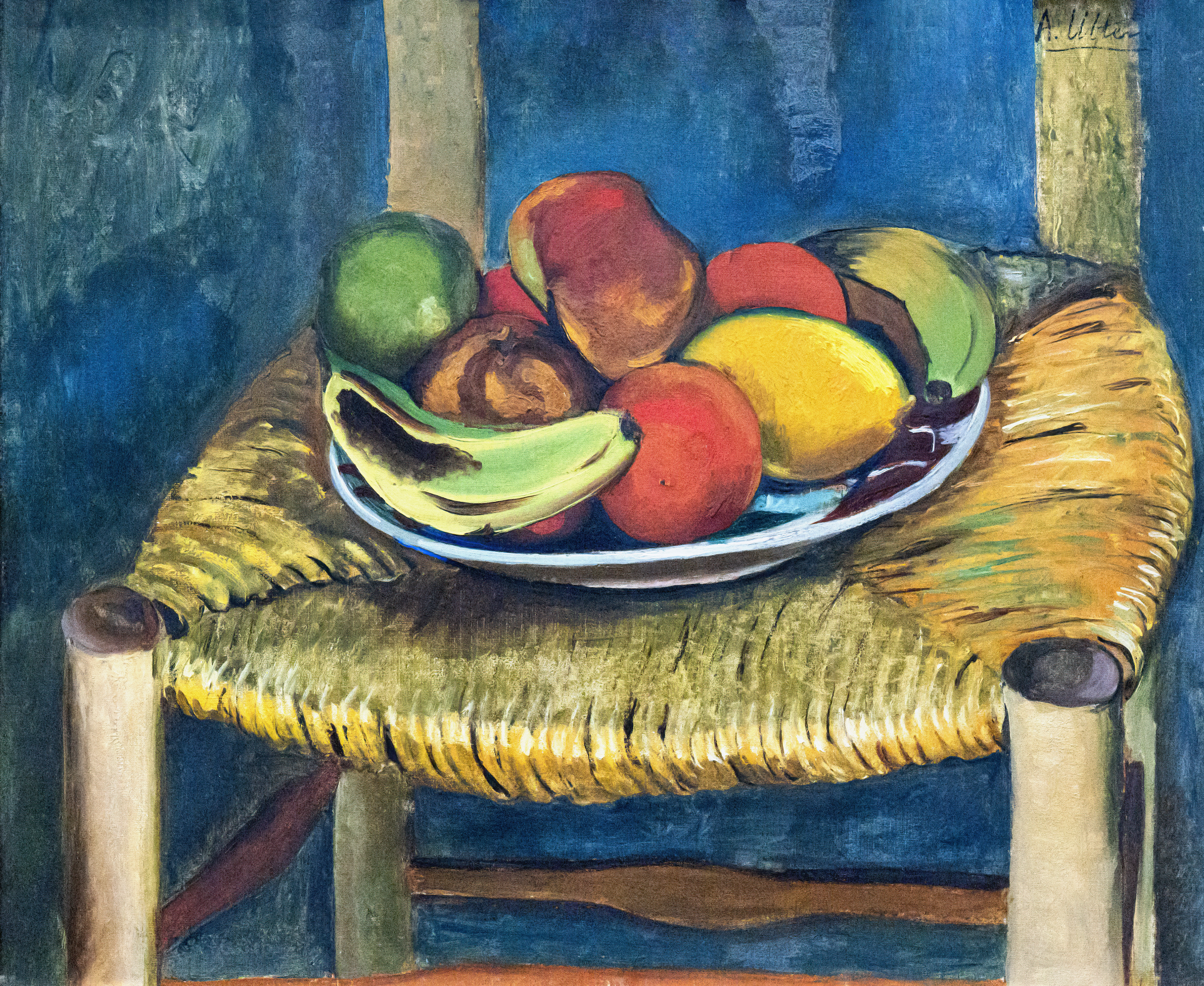
자연의 죽음(Nature morte au tabouret), 앙드레 어터(André Utter),툴루즈 로트레크 알비그리고
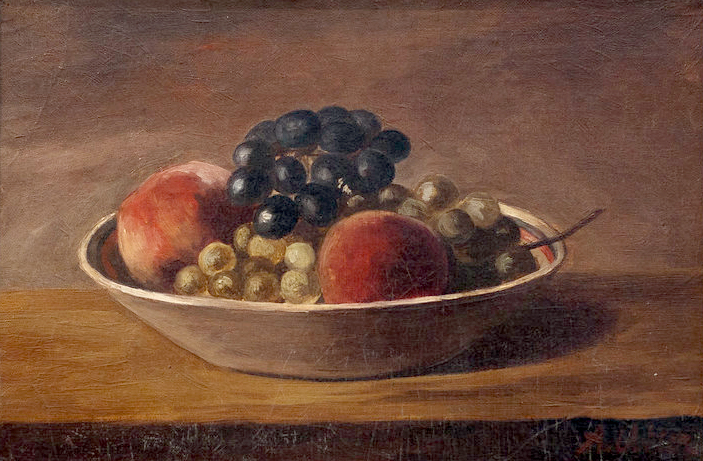
쿠페 드푸르트(1911), 앙드레 어터(André Utter), 브레스트 보고르 및

## 서지
- Beachboard, Robert (1952). 《La Trinité maudite : Valadon, Utter, Utrillo》. Paris: Amiot-Dumont.
- Doll, Valeska (2001). 《Suzanne Valadon (1865 - 1938); Identitätskonstruktion im Spannungsfeld von Künstlermythen und Weiblichkeitsstereotypen》. München. ISBN 978-3-8316-0036-6.
- Martine Willot, Bertrand Willot, Michèle Michy-Quizet, Alphonse Quizet et ses amis, 1955–2005, il y a cinquante ans disparaissaient Alphonse Quizet et Maurice Utrillo, La Vie d'artiste AWD, 2005 (ISBN 2-913639-05-4).
- Wilde, Oscar (1925). 《Théâtre à lire》. Paris: André Delpeuch.